# 친권 (대한민국 민법)
이 문서는 대한민국 민법의 친권에 관한 규정에 대하여 설명한다.
친권(親權)은 부(父) 또는 모(母)가 미성년자인 자(子)를 보호, 교양하고 그이 재산을 관리하는 권리화 의무를 말한다. 법률적 친자 관계를 맺으면 그 효과로서 당연히 발생한다. 종래에는 친권이란 부모가 자를 절대적으로 지배하는 권리라고 하는 면에 중점을 두고 있었으나, 오늘날에는 자를 감독하며 보호·양육한다는 의무의 면에 치중하고 있다. 즉 자녀를 건전하게 육성하도록 부모에게 부여된 의무를 이행하는 것이 곧 친권이므로 의무를 주된 내용으로 한 권리라고 볼 수 있으므로, 친권자는 그의 의무를 수행할 때에 타인의 간섭을 받지 않을 권리가 있다. 그러나 특별한 경우, 예를 들어 부모의 의견이 일치하지 아니하거나(제909조 제2항 단서) 제3자가 자녀에게 무상으로 재산을 수여한 때(제918조)에는 부모의 친권 행사가 제한될 수 있고, 친권자와 그 자녀의 이해가 상반되는 때(제921조)에는 특별대리인을 선임하여야 한다.

## 친권자
부모(父母)는 친권을 행사랄 수 있는 권리를 가진 자로서 원칙적으로 공동으로 행사한다. 구민법에서는 부권우위(父權優位)적인 경향이 강하여, 모는 극히 예외적으로인 경우에만 친권을 행사할 수 있었다. 그러나, 현행 민법에서는 다음과 같이 규정하여 부모의 친권의 평등을 도모하고 자녀의 복리를 중시하도록 하였다 (제909조)
- 부모는 미성년자인 자의 친권자가 된다. 양자의 경우에는 양부모(養父母)가 친권자가 된다.
- 친권은 부모가 혼인중인 때에는 부모가 공동으로 이를 행사한다. 그러나 부모의 의견이 일치하지 아니하는 경우에는 당사자의 청구에 의하여 가정법원이 이를 정한다.
- 부모의 일방이 친권을 행사할 수 없을 때에는 다른 일방이 이를 행사한다.
- 혼인외의 자가 인지된 경우와 부모가 이혼하는 경우에는 부모의 협의로 친권자를 정하여야 하고, 협의할 수 없거나 협의가 이루어지지 아니하는 경우에는 가정법원은 직권으로 또는 당사자의 청구에 따라 친권자를 지정하여야 한다. 다만, 부모의 협의가 자(子)의 복리에 반하는 경우에는 가정법원은 보정을 명하거나 직권으로 친권자를 정한다.
- 가정법원은 혼인의 취소, 재판상 이혼 또는 인지청구의 소의 경우에는 직권으로 친권자를 정한다.
- 가정법원은 자의 복리를 위하여 필요하다고 인정되는 경우에는 자의 4촌 이내의 친족의 청구에 의하여 정하여진 친권자를 다른 일방으로 변경할 수 있다.

친권을 행사하는 부 또는 모는 미성년자인 자녀의 법정대리인이 된다. (제911조)

## 효력
친권은 자녀의 '신분(身分)'에 관한 권리, 의무와 '재산'에 관한 권리, 의무로 나뉜다.

### 자의 일신에 관한 권리와 의무
친권자는 자를 보호하고 교양할 권리와 의무를 가진다. (제913조) 즉 미성숙한 자녀를 정신적, 육체적, 기타 모든 면에서 건전한 인간으로 성장시킬 의무를 지므로, 자에게 교육을 시킬 의무와 자의 불법행위로 인하 손해에 대해 배상 책임을 부담하게 된다. 친권자가 미성년인 자녀를 충분히 보호할 수 있도록 자녀는 친권자가 지정한 장소에 거주해야 한다. (거소지정권, 제914조) 그러나 보호와 양육의 범위를 벗어난 거소의 지정은 친권의 남용이 되며, 자가 거소 지정에 따르지 않더라도 강제로 지정 장소에 거주시킬 수는 없다. 또한 친권자는 자녀를 보호하기 위하여 필요한 범위 내에서 육체적, 정신적인 징벌을 가할 수 있다. (징계권) 따라서 친권자는 스스로 징계를 하거나 또는 가정법원의 허가를 얻어 자를 감화(感化) 기관이나 교정(矯正) 기관에 위탁할 수 있다. 또한 징계권은 형법의 위법성조각사유로서 자녀에 대한 상당한 범위 내의 체벌은 범죄를 성립시키지 않는다. 이 밖에도 친권자는 미성년자의 법정대리인으로서 특정 영업에 관하여 허락할 수 있다. (영업허락권, 제8조 제1항) 미성년자는 하락받은 범위의 영업에 대해서는 완전한 행위능력을 갖는다. 또한 법률에 규정된 신분행위에 관해 대리권과 동의권을 가진다. (제817조, 제863조, 제869조, 제899조, 제906조 참조.)

### 자의 재산에 관한 권리와 의무
친권자는 자녀의 재산을 관리하고, 자의 재산에 관한 법률행위를 대리할 권리를 가진다. (제920조)  재산관리권이란 미성년자의 재산, 즉 자가 그의 명의로 취득한 재산을 법정대리인인 친권자가 관리하는 것을 말한다. (제916조) 친권자가 그 재산을 관리할 때에는 친권자 자신의 재산을 관리한 경우에서와 같은 주의를 기울여야 하므로, (제922조) 만약에 주의를 게을리해 자의 재산에 대해 손해를 입혔을 때에는 손해배상의 책임이 생기며 관리권 상실의 원인이 된다. 또한 친권자는 자기의 친권에 따르는 미성년인 자의 재산에 관한 법률행위에 대해서 자를 대리하는 권리를 가진다. 다만 재산상의 행위라도 자의 행위를 목적으로 하는 채무를 발생시키는 경우에는 본인인 자의 동의를 얻어야 한다. (제920조 단서) 그러나 친권자는 계약에서 자의 동의가 있더라도 계약을 맺지 못한다. (근로기준법 53조 1항). 그리고 친권자는 자가 단순히 권리만을 얻거나 의무만을 면하는 행위가 아닌 이상 자의 재산상의 행위에 관해 자에게 동의할 권리를 가진다.

## 친권의 상실
친권은 자연적 사실의 발생이나 친권자 자신의 의사 혹은 친권의 박탈에 의해서도 소멸한다.  
- 자연적 사실에 의한 소멸 : 친권자나 자가 사망하면 친권은 소멸한다. 그리고 자가 성년에 도달함으로써 소멸하며, 자의 입양, 파양, 인지, 인지의 취소 등에 의하여도 소멸한다.
- 친권자의 의사에 의한 소멸 : 친권을 행사하는 자에게 정당한 사유가 있을 때에는 법원의 허가를 얻어 친권의 일부, 즉 법률행위의 대리권이나 재산관리권을 사퇴할 수 있다. (제927조) 사퇴 후에 사퇴의 사유가 소멸하면 가정법원의 허가를 얻어 다시 회복할 수 있다.
- 친권의 상실 : 친권은 자의 이익을 보호하기 위한 제도이므로, 친권자가 친권의 행사에 적당하지 못하거나 자의 이익을 해치는 때에는 그 친권의 전부 또는 일부를 박탈할 수 있다.

즉 친권의 남용이나 두드러진 비행이나 기타 친권을 행사시킬 수 없는 중대한 사유가 있으면 친권의 전부를 박탈할 수 있다. (제924조) 친권상실의 청구는 자의 친족이나 검사가 가정법원에 대해서 하는데, 상실의 선고가 내려지면 종래의 친권자는 친권을 상실하므로, 부가 친권을 상실할 경우 모가 친권자가 되고, 모가 없으면 후견이 개시된다. 또한 친권자가 자의 재산 관리를 소홀히 하여 재산 상태를 위태롭게 한 때에는 친권의 일부, 즉 법률행위의 대리권과 재산관리권을 박탈할 수 있다(925조). 친권의 일부상실이 선고되더라도 그의 자에 대한 신분상의 권리는 아무런 영향을 받지 않으므로, 자의 신분상의 권리와 재산상의 권리에 대한 법정대리인이 달라지게 된다. 친권의 전부 또는 일부의 상실 선고를 받은 부 또는 모에게 그 원인이 소멸하면 본인이나 친족의 청구에 의해 가정법원이 그 상실 선고를 취소할 수 있는데, 이때부터 친권 혹은 대리권, 관리권을 회복한다. (제926조, 제927조)